# Герренгоф
Герренгоф (нім. Herrenhof) — громада в Німеччині, розташована в землі Тюрингія. Входить до складу району Гота. Складова частина об'єднання громад Апфельштедтауе.
Площа — 4,40 км2. Населення становить 726 ос. (станом на 31 грудня 2021).

## Галерея

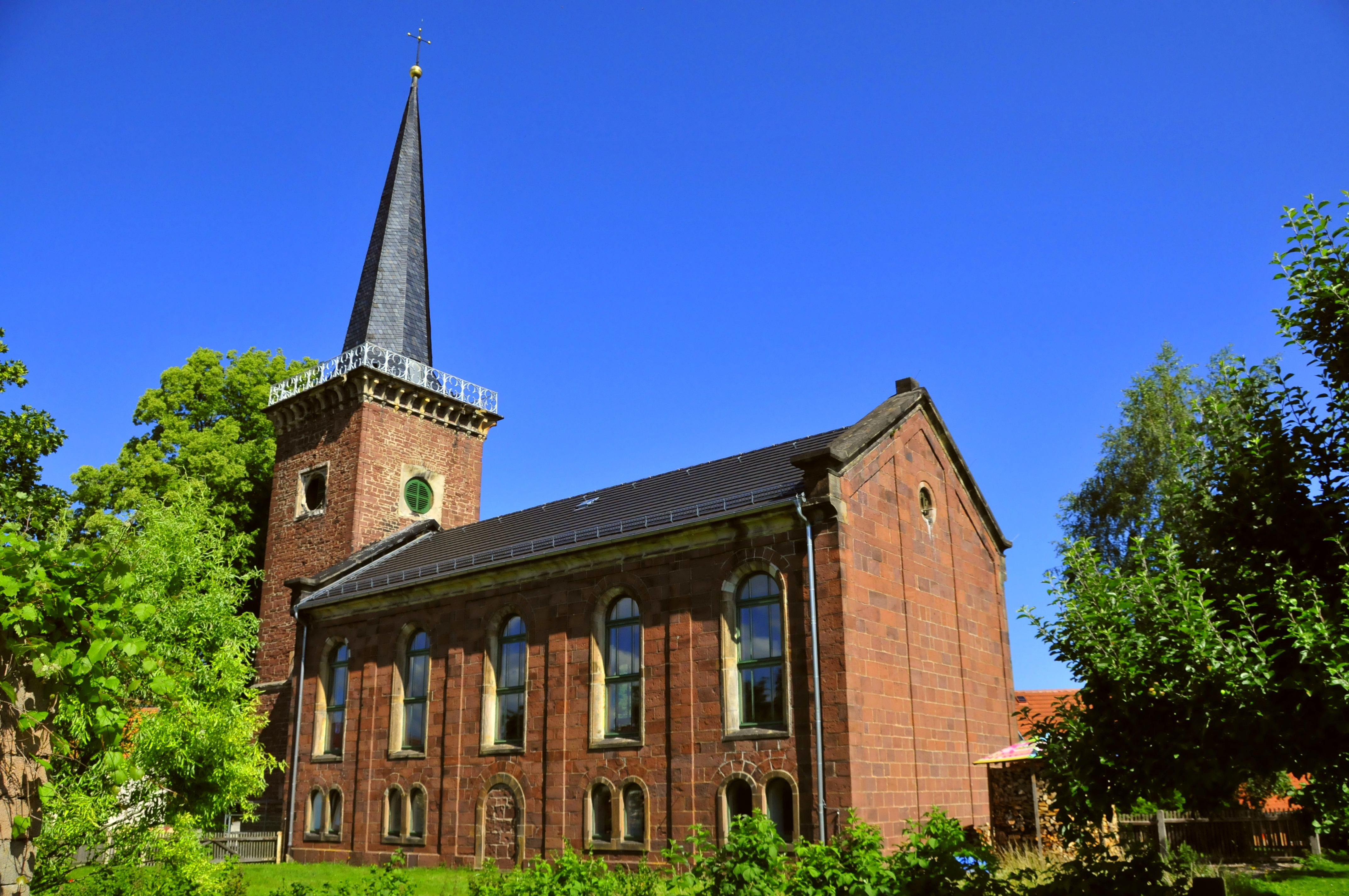
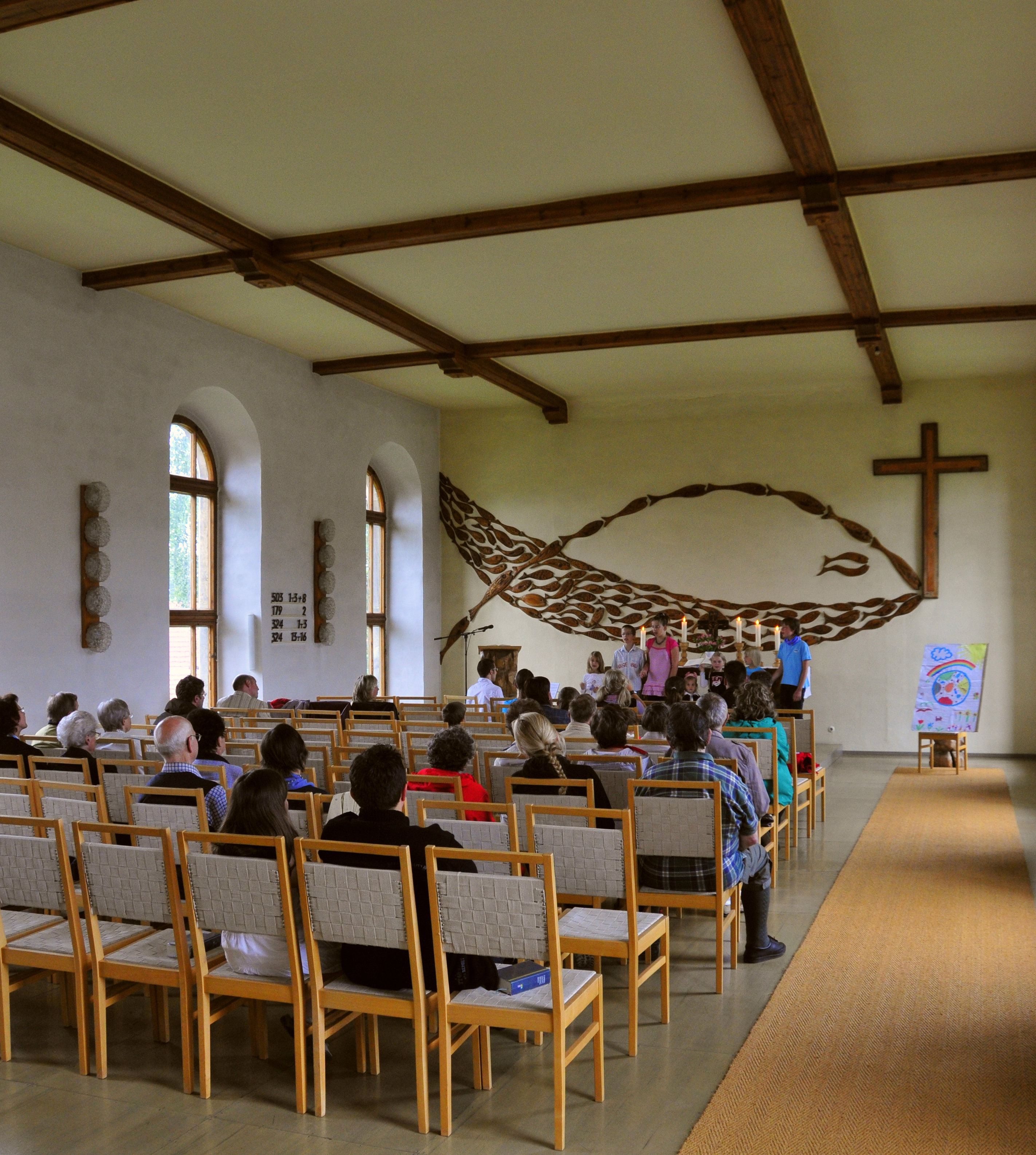